# Enno II van Oost-Friesland
Enno II van Oost-Friesland (1505 - Emden, 24 september 1540) was van 1528 tot aan zijn dood graaf van Oost-Friesland. Hij behoorde tot het huis Cirksena.

## Levensloop
Enno was de oudste zoon van graaf Edzard I van Oost-Friesland uit diens huwelijk met Elisabeth van Rietberg-Arnsberg. In 1528 volgde hij zijn vader op als graaf van Oost-Friesland. In het grootste deel van zijn gebieden regeerde hij samen met zijn broer Johan I. Terwijl Enno zich net als zijn vader tot het lutheranisme bekeerde en de Reformatie ondersteunde, was Johan katholiek gebleven. Onder de invloed van Johan probeerde Enno Oost-Friesland aan het einde van zijn regeerperiode te herkatholiciseren, maar zijn dood verhinderde dit.
Zijn vader had een huwelijkscontract gesloten met vrouwe Maria van Jever (1500-1575), waarin bepaald werd dat Johan of Enno met haar moest huwen, zodat de heerlijkheid Jever in Oost-Friese invloedssfeer zou belanden. Enno en Johan verbraken echter de verloving omdat ze Jever via een annexatie wilden verwerven, wat Maria erg kwetste en waardoor ze een levenslange vijand van Enno werd. Jever werd kortstondig bezet door Oost-Friese troepen, maar die werden al snel verdreven. Uiteindelijk zorgde Maria ervoor dat Jever na haar dood naar het huis Oldenburg ging.
In 1530 huwde Enno met Anna van Oldenburg (1501-1575). Omdat er lange tijd territoriale conflicten waren tussen het huis Cirksena en het huis Oldenburg, deed hij bij het huwelijk vrijwillig afstand van Butjadingen. Enno had vanaf dan enkel nog de controle over Harlingerland, dat bestuurd werd door de agressieve edelman Balthasar Oomkens van Esens. In 1530 zette hij Balthasar af als hoofd van Harlingerland, maar die nam wraak en verwoestte Oost-Friesland met de hulp van de hertog van Gelre. Uiteindelijk moest hij Balthasar erkennen als hoofd van Harlingerland.  
Vervolgens kwam het tot een vete met het hertogdom Gelre, waarbij Oost-Friesland een nederlaag leed en de oorlogskosten moest betalen. Om die te kunnen financieren, overviel hij verschillende Oost-Friese abdijen en kloosters en confisqueerde hij hun bezittingen.
Enno stierf in september 1540 op 35-jarige leeftijd. Zijn weduwe Anna van Oldenburg nam de regering van Oost-Friesland over, als regentes voor haar minderjarige zonen.

## Nakomelingen
Enno en zijn echtgenote Anna kregen zes kinderen:
- Elisabeth (1531-1555)
- Edzard II (1532-1599), graaf van Oost-Friesland
- Anna (1534-1552)
- Hedwig (1535-1616), huwde in 1562 met hertog Otto II van Brunswijk-Harburg
- Christoffel (1536-1566)
- Johan II (1538-1591), graaf van Oost-Friesland